# Centre d'analyse et de suivi de l'Indice Québec
 (novembre 2019).
Le Centre d'analyse et de suivi de l'indice Québec (CASIQ) est un OSBL de recherche qui assure le maintien et la mise à jour d'indices boursiers au Québec et au Canada. Il a été fondé en 2001 par l'Université de Sherbrooke et de l'Institut de recherche en économie contemporaine. En plus de l'Indice Québec 30, l'organisme tient également des indices boursiers d'autres provinces canadiennes.

## Méthodologie
Par opposition à la majorité des indices boursiers qui mesurent le rendement d'un marché d'actions en pondérant les sociétés dans l'indice en fonction de leur capitalisation boursière, les indices du CASIQ mesurent des variables additionnelles. La pondération de chaque société dans l'indice varie en fonction de son centre d'influence, de son centre de productivité et de sa propriété. Donc plus il y a de dirigeants, d'employés, d'immeubles dans la province donnée, et si par exemple le siège social de l'entreprise se situe dans la province, plus la pondération de la société sera augmentée dans l'indice.